# Mentuhotep V.
Sevadžare Mentuhotep, Mentuhotep V. ali Mentuhotep VI. je slabo dokazan faraon iz pozne Trinajste egipčanske dinastije, ki je vladal zelo malo časa okoli leta 1655 pr. n. št. v drugem vmesnem obdobju Egipta. Egiptologa Kim Ryholt in Darrell Baker domnevata, da je bil petnajsti in ne 49. vladar Trinajste dinastije, se pravi da je bil Mentuhotep V. Mentuhotep V. je vladal malo časa v okolici Memfisa malo pred prihodom Hiksov in bi lahko bil tudi eden od zadnjih vladajev Štirinajste dinastije.

## Ime
Ryholt, Baker in Jacques Kinnaer imajo Sevadžare Mentuhotepa za Mentuhotepa V., ker so prepričani, da je živel čisto na koncu Trinajste dinastije. Na drugi strani pušča Jürgen von Beckerath v svojih študijah drugega vmesnega obdobja Egipta položaj Sevadžare Mentuhotepa v Trinajsti dinastiji  popolnoma odprt, vendar ga kljub temu imenuje Mentuhotep VI.

## Dokazi
Sevadžare Mentuhotep je slabo dokazan faraon. Torinski  seznam kraljev je za Sobekhotepom VII. zelo poškodovan, zato je identiteto in kronološki položaj zadnjih 19 faraonov Trinajste dinastije nemogoče natančno razbrati. Po  Nobertu Dautzenbergu in Ryholtu je  Mentuhotepov priimek Seadžare vendarle delno ohranjen v 20. vrstici 8. kolone  seznama, ki se bere [...]dj[are].
Edini primarni dokaz, ki se lahko varno pripiše Mentuhotepu V., je fragment reliefa z njegovo kartušo. Relief v pogrebnem templju Mentuhotepa II. je na začetku 20. stoletje odkril Édouard Naville.

## Heruneferjeva krsta
Drug mogoč dokaz Mentuhotepa V. je fragment lesene krste, ki je zdaj v Britanskem muzeju (kataloška številka BM EA 29997). Na krsti je naslednji napis:
Patricij, kraljev predstavnik, najstarejši kraljev sin, glavni poveljnik Herunefer, ki mu je bilo dano, prvorojenec kralja Mentuhotepa, ki mu je bilo dano, in rojeni (sin) glavne kraljice Sitmut.
Priimek faraona Mentuhotepa v besedilu manjka, zato je prepoznavanje tega Mentuhotepa problematično. Kim Ryholt opozarja, da je na krsti tudi ena od zgodnjih različic Knjige mrtvih, ena od dveh iz  obdobja pred Novim kraljestvom. Ryholt  iz tega sklepa, da je ta Mentuhotep vladal v poznem drugem vmesnem obdobju Egipta. Na krsti bi torej lahko bili omenjeni kar trije faraoni: Seankenre Mentuhotepi, Merankre Mentuhotep VI. In Sevadžare Mentuhotep.  Ryholt je dokazal, da sta imeni Mentuhotep in Mentuhotepi kljub podobnost različni, zato je Mentuhopepija izločil. Da bi se odločil med dvema preostalima faraonom, je Ryholt primerjal Knjigo mrtvih s tisto, ki jo je odkril na krsti kraljice Mentuhotep, žene faraona Džehutija iz Šestnajste dinastije, in zaključil, da je na krsti omenjen Sevadžare Mentuhotep, da je bila Sitmut njegova kraljica in Herunefer njegov sin.
Prepoznavanje je zelo nezanesljivo. Aidan Dodson in Dyan Hilton sta krsto datirala na konec Šestnajste dinastije in Heruneferja prepoznala kot sina Merankre Mentuhotepa VI.